# Condado de Meade (Dakota del Sur)
El condado de Meade (en inglés: Meade County, South Dakota), fundado en 1889, es uno de los 66 condados en el estado estadounidense de Dakota del Sur. En el 2000 el condado tenía una población de 24 253 habitantes en una densidad poblacional de 3 personas por km². La sede del condado es Sturgis.

## Geografía
Según la Oficina del Censo, el condado tiene un área total de 9020 km² (3482,6 mi²), de la cual 8989 km² (3470,7 mi²) es tierra y 31 km² (12,0 mi²) es agua.

### Condados adyacentes
- Condado de Perkins - norte
- Condado de Zieback - este
- Condado de Pennington - sur
- Condado de Lawrence - suroeste
- Condado de Butte - noroeste

## Demografía
En el 2000 la renta per cápita promedia del condado era de $36 992, y el ingreso promedio para una familia era de $40 537. Alrededor del 9.40% de la población estaba bajo el umbral de pobreza nacional.
| 1900 | 1910   | 1920 | 1930   | 1940 | 1950   | 1960   | 1970   | 1980   | 1990   | 2000   | Est. 2008 |
| ---- | ------ | ---- | ------ | ---- | ------ | ------ | ------ | ------ | ------ | ------ | --------- |
| 4907 | 12 640 | 9365 | 11 482 | 9735 | 11 516 | 12 044 | 16 618 | 20 717 | 21 878 | 24 253 | 23 989    |

## Ciudades y pueblos
- Blackhawk
- Box Elder
- Ellsworth AFB
- Faith
- Mud Butte
- Piedmont
- Sturgis
- Summerset
- Tilford
- White Owl

### Territorios No Organizados
- Belle Fourche-Cheyenne Valleys
- Blucksberg Mountain
- North Meade
- Southwest Meade

### Municipios
- Municipio de Dakota
- Municipio de Eagle
- Municipio de Elm Springs
- Municipio de Howard
- Municipio de Lakeside
- Municipio de Smithville
- Municipio de Union
- Municipio de Upper Red Owl

## Mayores autopistas
| - Interestatal 90 - U.S. Highway 14 - U.S. Highway 14A - U.S. Highway 212 | - Carretera de Dakota del Sur 34 - Carretera de Dakota del Sur 73 - Carretera de Dakota del Sur 79 |